# Benito Meana
Benito Meana fue un militar argentino que luchó en la Guerra de la Triple Alianza, en la Conquista del Desierto y en las guerras civiles argentinas.

## Biografía
Benito Meana nació en Magdalena (Buenos Aires), el 3 de abril de 1844, hijo de José Meana y de Estefanía Márquez.
El 1 de abril de 1861 ingresó al ejército del estado de Buenos Aires y luchó en la batalla de Pavón, así como en la de Cañada de Gómez.
En marzo de 1862 hizo la campaña contra el general Ángel Vicente Peñaloza que había invadido la provincia de San Luis. En 1863 intervino en los combates de la Angostura, Lomas Blancas y a las órdenes del general Wenceslao Paunero en la batalla de Las Playas.
Tomó parte en la persecución del caudillo Juan Gregorio Puebla y sofocó una sublevación estallada en Tambo Nuevo en 1864.
Intervino en la Guerra del Paraguay con el grado de sargento mayor. Luchó en Yatay, Uruguayana, Paso de la Patria, Itapirú, Estero Bellaco, Tuyutí y Curupaytí.
En 1867 a las órdenes de Paunero luchó en la Batalla de San Ignacio (1 de abril). En 1868 hizo la campaña que derrotó al caudillo Pedro Pérez que con 150 gauchos e indios invadió Villa San Carlos (Mendoza) y luego las inmediaciones de San Rafael (Mendoza).
Formó parte del ejército que reprimió la rebelión jordanista. En 1871 al mando del Regimiento Coronda luchó en el combate librado en las costas del Clé contra el comandante rebelde Leiva.
A su regreso prestó servicio en la comandancia de la frontera de San Luis con asiento en Villa Mercedes desde julio de 1871. Realizó varias incursiones contra los indios, dándoles alcance en dos oportunidades y capturando numerosos arreos. El 8 de enero de 1872 fue nombrado jefe del Regimiento Guías de Mendoza con asiento en San Rafael, bajo el mando del coronel Ignacio Segovia. Ese mismo año realizó una expedición contra los indios ranqueles bajo el mando superior del general José Miguel Arredondo.
El 25 de enero de 1873 fue ascendido a teniente coronel graduado y en septiembre del siguiente año integró las fuerzas que reprimieron la revolución de 1874.
Entre 1875 y 1877 como teniente coronel efectivo marchó al desierto desde las fronteras de San Luis, sur y sudeste de Córdoba. En 1879 a las órdenes del general Eduardo Racedo intervino desde el 10.º de Línea en la campaña del desierto encabezada por Julio Argentino Roca.
El 13 de febrero de 1880 el gobierno del presidente Nicolás Avellaneda prohibió a los comandantes José Inocencio Arias, Hilario Lagos y Julio Campos, continuar apoyando al Tiro Nacional de Buenos Aires, donde más de 2000 jóvenes porteños se entrenaban militarmente. Los tres renunciaron al ejército el mismo día y fueron imitados posteriormente por Benito Meana, Garmendía, Eliseo Acevedo, el coronel José María Morales, el comandantes Leyva, Badía, Fernández, Segundo Bonahora y Reyes, los mayores Francisco Faramiñan, Herrera y Antonio M. Silva, el capitán Ramón Lorenzo Falcón, entre otros.
Al estallar finalmente la revolución de junio, Benito Meana luchó en la defensa de la ciudad contra las tropas nacionales al mando de la 1.º Brigada de Caballería compuesta de los regimientos Pergamino y Rojas. Fue dado de baja tras el fracaso del movimiento y reincorporado el 1 de mayo de 1882.
El 20 de julio de ese año integró la 3.º Brigada de la 3.º División del ejército que marchó en septiembre a la La Pampa. El 21 de septiembre de 1886 fue nombrado jefe del Regimiento de Caballería de Línea en General Acha.
En 1888 fue ascendido a coronel. Permaneció en ese comando hasta 1894 en que pasó a revistar en la Lista de Oficiales Superiores.
Murió en Adrogué el 17 de enero de 1913.
Había casado el 18 de diciembre de 1872 con Ercilia de la Llave, hija de Emeterio de la Llave y Leonarda Delgado.
Tuvo varios hijos, Guillermo Antonio Meana, médico y legislador por la Provincia de Buenos Aires, Alberto Lucio Meana y Néstor Pío Meana, esté último fue Comisario de la Seccional N.º 15 (actual N.º 17) de la Policía Federal Argentina a comienzos del siglo XX, y a la muerte de su padre ayudó al escoutismo, llevando aún hoy el nombre Coronel Benito Meana, la más antigua compañía de boys scouts de la ciudad.
Un pasaje de la Ciudad de Buenos Aires lleva su nombre. Así como una calle de la ciudad de San Pablo en Brasil.
En Junín 1455, Ciudad de Buenos Aires, un Grupo Scout lleva su nombre en su honor.